# Tape Five
Tape Five — багатонаціональний німецький музичний проект, заснований у 2003 році автором пісень та продюсером Мартіном Штратхаузеном.
Tape Five створює музику в різних стилях, таких як свінг, електро-свінг, нью-джаз, латина, лаунж, даб, тріп-хоп, чилаут та електро. У той час як у перших двох альбомах домінували лаундж, нью-джаз, свінг та латина, Tape Five вплинули на рух електро-свінгу своїми альбомами Tonight Josephine (2010) та Swing Patrol (2012). Сьомий альбом The Roaring 2020s вийшов 25 жовтня 2019 року з лейблом SMARTY-MART-RECORDS «Рівучі 2020-ті» виконані в стилі ретро-модернізму, наслідування стилів 1920-х років. Tape Five співпрацювали з різними звукозаписними компаніями: ChinChin Records (Німеччина), Rambling Records (Японія) та DigDis (Німеччина).

## Стиль
Музика Tape Five виконана у стилі наслідування відомим композиторам джазової та андеграундної музики середини 20 століття. Стиль Bossa Nova перших двох альбомів можна порівняти з музикою Леса Бакстера, творця жанру «екзотика». Другий альбом Bossa for a Coup перегукується з мелодіями Квінсі Джонса 1960-х років. Мелодію «Повільна серенада» четвертого альбому «Swing Patrol» можна розуміти як данину старим записам Гленна Міллера 1930-х років. Композиція заснована на системі Шиллінгера, яка вже використовувалася Сестрами Ендрюс або Бенні Гудманом.

## Участь музикантів та співаків
Мартін Штратхаузен є мультиінструменталістом і реалізує свої записи як у співпраці з міжнародними музикантами та співаками (Німеччина, Англія, Італія, Франція, Румунія, США, Росія, Україна, Камерун і т. д.), так і з місцевими артистами з Есенського Університету мистецтв Фолькванг.

## Дискографія

### Альбоми
- 2003: Avenue du Gare (Vinyl), DigDis
- 2006: Swingfood Mood, Europäische Version, DigDis
- 2007: Swingfood Mood, Japan Edition, Rambling Records
- 2007: Swingfood Mood, US Edition, Watermusic Records
- 2007: Bossa for a Coup, ChinChin Records
- 2007: Bossa for Coup, US Edition, Watermusic Records
- 2008: Swingfood Mood 2nd edition, DigDis
- 2010: Tonight Josephine!, ChinChin Records, Magic Records und Rambling Records
- 2012: Swing Patrol, ChinChin Records und Rambling Records
- 2014: Bossa for a Coup — Reloaded, Chinchin Records
- 2015: Circus Maximus, Chinchin Records
- 2017: Soiree Deluxe, Chinchin Records
- 2019: The Roaring 2020s, SMARTY-MART-RECORDS

### Мініальбоми та Maxis (підбірка)
- 2010: Aerophon Maxi
- 2010: Tequila / Tintarella di Luna
- 2013: Geraldines Remixes
- 2014: Gipsy VIP
- 2017: Circus Maximus Aerophon RMX